# Yigael Yadin
Yigael Yadin (en hebreu יגאל ידין, nascut Yigal Sukenik; Jerusalem, 20 de març de 1917 - ibídem, 28 de juny de 1984) fou un arqueòleg, polític i militar israelià. Fou també el segon comandant en cap en la història de les Forces de Defensa d'Israel entre els anys 1949 i 1952.
Va ser també, al costat de William F. Albright, un dels màxims exponents de l'arqueologia bíblica, cèlebre per l'excavació de la fortalesa de Massada.

## Biografia

### Primers anys i carrera militar
Nascut el 1917 a Jerusalem, era fill del notori arqueòleg Eleazar Sukenik i l'educadora i activista dels drets de la dona Hasya Feynsod Sukenik. Es va incorporar a la Haganà als quinze anys a 1933 i va esdevenir una figura clau del lideratge de l'organització. El 1946, però, va abandonar la Haganà arran d'una discussió amb el seu comandant Yitzhak Sadeh per la inclusió d'una metralladora com a part de l'equipament estàndard d'un escamot. El 1947, poc abans que l'Estat d'Israel declarés la seva independència, va ser cridat de nou al servei actiu per David Ben-Gurion, quan era encara estudiant universitari. Va ser designat cap d'operacions, i va ajudar a concebre i posar en pràctica moltes de les estratègies utilitzades durant la Guerra d'Independència d'Israel. El juny del 1948 va amenaçar de dimitir quan es va produir la Revolta dels generals, durant la qual va acusar Ben-Gurion d'intentar "transformar l'exèrcit en el seu conjunt en un exèrcit d'un sol partit polític (Mapai)".
Després de la creació de l'Estat d'Israel, va ser nomenat Ramatcal de les Forces de Defensa d'Israel el 9 de novembre de 1949, després de la dimissió de Yaakov Dori, càrrec que va ocupar fins al 1952. Durant el seu mandat, Yadin va reorganitzar l'exèrcit, el sistema de servei militar obligatori, i el de les reserves. Va renunciar el 7 de desembre de 1952, per desacords amb el llavors Primer ministre i Ministre de Defensa David Ben-Gurion, sobre les retallades en el pressupost militar. Als trenta-cinc anys, havia acabat la seva carrera militar.

### Arqueologia
Després de deixar l'exèrcit, va estudiar arqueologia a la Universitat Hebrea de Jerusalem, i el 1956 va rebre el Premi Israel en estudis judaics per la seva tesi doctoral sobre la traducció dels manuscrits de la mar Morta. En els anys següents, va continuar la seva investigació arqueològica en els llocs més importants de la regió, l'ensenyament i la publicació prolífica. Entre les seves obres més conegudes estan Massada (1968) i filacteris de Qumran (1969). El 1970 va esdevenir cap de l'Institut d'Arqueologia de la Universitat Hebrea.
Yadin va realitzar importants treballs en les dècades de 1950 i 1960, que van abastar moltes i importants excavacions en una gran varietat de llocs, com Hassor, les coves del desert de Judea, Massada, i Meguidó. L'ocupació de milers de voluntaris procedents d'Israel i de l'estranger i la seva vastes excavacions arqueològiques van ampliar enormement el coneixement arqueològic del passat d'Israel. Les seves conclusions han aportat llum sobre diversos períodes de l'antic Israel, com els períodes cananeu, del Primer Temple, i herodià, així com la revolta de Bar Kokhebà. Potser la seva més famosa contribució va ser la seva descodificació i la interpretació de diversos pergamins de la mar Morta i del desert de Judea.
Yadin també va treballar per fer l'arqueologia més accessible i científica, i menys esotèrica. La seva escriptura és alhora acadèmica i d'interès per a un públic més ampli. Es va esforçar no només per documentar les seves troballes arqueològiques, sinó també per posar-los en un context cultural i entendre'ls com una via per a la història de la cultura. Yadin també va ser fonamental en la recuperació dels manuscrits de la mar Morta d'Israel, que es troben al Santuari de la Reserva del Museu d'Israel. En els seus últims anys de vida, Yadin complementaria la seva carrera arqueològica amb diversos càrrecs públics.

### Carrera política
El 1967 va ser assessor militar del Primer Ministre Leví Eixkol, i després de la Guerra del Yom Kippur va formar part de la Comissió Agranat que va investigar els errors que van permetre els atacs sorpresa dels àrabs. A 1976 Yadin va crear un nou partit polític anomenat Daix (Moviment pel Canvi Democràtic), dedicat a la reforma electoral. En les eleccions de 1977, el partit va obtenir 15 escons a la Kenésset i es va unir al govern del Likkud. Tot i que el mateix partit es va escindir dos anys més tard, amb pocs progressos en la reestructuració de la política electoral, Yadin fou viceprimer ministre entre 1977 i 1981. Després es va retirar de la vida política, i va tornar a la investigació fins a la seva mort el 1984.

## Obra

### En anglès
- Views of the Biblical World. Jerusalem: International Publishing Company J-m Ltd, 1959.
- The Art of Warfare in Biblical Lands. McGraw-Hill, 1963.
- Masada: Herod's Fortress and the Zealots' Last Stand. Nova York: Random House, 1966.
- Hazor (Schweich Lectures 1970)

### En hebreu
Yigael Yadin va publicar en hebreu molts treballs d'investigació i comentaris sobre textos antics a les publicacions de la Universitat Hebrea de Jerusalem:
- Els Fills de la Llum contra els Fills de les Tenebres (de les coves de Qumran), 1955
- El missatge dels Rotlles, 1957
- Els rotlles ocults, 1958
- El llibre de Ben Sira, 1965
- Filacteri|Teffilin de cap de les coves de Qumran, 1969
- El rotlle del Temple (de les coves de Qumran), 1977
- Les Coves de Bar Kokhebà, Maariv, 1971